# Joseph Chaumié
Pour les articles homonymes, voir Chaumié.
Joseph Chaumié est un homme politique français né à Agen le 17 mars 1849 et mort à Clermont-Dessous le 18 juillet 1919.

## Biographie
Il naît 12 rue du pont de la Garonne à Agen. Il est le fils de Jacques Sylvain Chaumié et de Thérèse Lacase. Il étudie au lycée de la rue de Saint-Jérome (devenue rue Henri-Martin, là où se trouve de nos jours un collège) puis est admis à la faculté de droit de Paris. Désirant devenir professeur, il se présente au concours de l'agrégation mais échoue, probablement à cause d'un rapport de police. Il s'inscrit au barreau d'Agen en 1875.
Défenseur des républicains poursuivis après le 16 mai 1877, maire d'Agen en 1896, sénateur du Lot-et-Garonne de 1897 à 1919, il joue un rôle important dans la vie politique de la France. Fondateur avec Pierre Waldeck-Rousseau de l'Alliance démocratique, qui s'orientera de plus en plus vers la gauche à la suite de l'affaire Dreyfus, il se voit attribuer par Émile Combes le ministère de l'instruction publique et des Beaux Arts du 7 juin 1902 au 18 janvier 1905, puis devient ministre de la Justice du 24 janvier 1905 au 14 mars 1906 dans les gouvernements Maurice Rouvier (2) et Maurice Rouvier (3).
Réformateur de l'enseignement secondaire 1904 et la justice de paix, partisan de la séparation des Églises et de l'État, il mit un terme judiciaire à l'affaire Dreyfus.
Il est le père de Jacques Chaumié et d'Emmanuel Chaumié, députés de Lot-et-Garonne.

## Hommage
- Collège Joseph-Chaumié à Agen.

## Iconographie
- En 1903, le peintre Jean-Joseph Weerts réalise un portrait de Joseph Chaumié. Il est conservé au musée des Beaux-Arts d'Agen.

## Sources
- « Joseph Chaumié », dans le Dictionnaire des parlementaires français (1889-1940), sous la direction de Jean Jolly, PUF, 1960 [détail de l’édition]
- Grand Larousse Universel, 1989.